# Степюк Ілля Вікторович
Ілля́ Ві́кторович Степю́к — старший лейтенант Збройних сил України, учасник російсько-української війни, що відзначився під час російського вторгнення в Україну в 2022 році.

## Життєпис
Ілля Степюк народився в селищі Жовтневому (з 2016 року — Благодатне) Володимирського району на Волині. Після закінчення Нововолинського наукового ліцею-інтернату Ілля Степюк вступив до Національної академії сухопутних військ імені гетьмана Петра Сагайдачного. Обрав фах військовика, як і батько Віктор Васильович, що у радянські часи закінчив Львівське військово-політичне училище, на базі якого заснована академія сухопутних військ, та служив офіцером. Відразу після закінчення вишу брав участь у бойових діях в АТО на сході України. З початку повномасштабного російського вторгнення в Україну перебуває на передовій, обіймає посаду командира взводу 128-ї гірсько-штурмової Закарпатської бригади. Під час наступальних дій на Херсонщині у вересні 2022 року поранений. Лікувався в госпіталі, після чого перебував на реабілітації у Закарпатті. У цей час офіцер одружився з коханою Іриною.

## Родина
Батько Віктор — колишній військовик (офіцер), мама Альона, наречена Ірина та сестра Аріадна.

## Нагороди
- орден «Богдана Хмельницького» III ступеня (2022) — за особисту мужність і самовіддані дії, виявлені у захисті державного суверенітету та територіальної цілісності України, вірність військовій присязі.